# Катја Зубчић
Катја Зубчић (Ражанац, 15. децембар 1952) хрватска је позоришна, телевизијска и филмска глумица.

## Филмографија
| Год.       | Назив             | Улога            |
| ---------- | ----------------- | ---------------- |
| 1980.е     |                   |                  |
| 1982.      | Непокорени град   |                  |
| 1983.      | Човек од речи     |                  |
| 1983.      | Хилдегард         | Анкица Видаковић |
| 1985.      | Од петка до петка |                  |
| 1990.е     |                   |                  |
| 1995.      | Посебна вожња     |                  |
| 2000.е     |                   |                  |
| 2004—2007. | Забрањена љубав   | Лидија Бауер     |
| 2007.      | Обични људи       | Марија           |
| 2010.е     |                   |                  |
| 2013.      | Почивали у миру   | Ружицина мајка   |